# كاميرون كورلي
كاميرون كورلي (بالإنجليزية: Cameron Kurle) (مواليد 19 يوليو 1997) هو سبّاح من المملكة المتحدة، مثّل بلاده في الألعاب الأولمبية الصيفية 2016.

## روابط خارجية
كاميرون كورلي على موقع الاتحاد الدولي للسباحة (الإنجليزية)
- كاميرون كورلي على موقع SwimRankings.net (الإنجليزية)
- كاميرون كورلي على موقع اللجنة الأولمبية الدولية (الإنجليزية)
- كاميرون كورلي على موقع أوليمبيديا (الإنجليزية)
- كاميرون كورلي على موقع اللجنة الأولمبية البريطانية (الإنجليزية)